# 후지와라노 모토쓰네
후지와라노 모토쓰네(일본어: 藤原 基経, 836년~891년)는 일본 헤이안시대(平安時代) 전기의 쿠교(公卿, くぎょう)이다. 후지와라 북가(藤原北家), 주나곤(中納言) 후지와라노 나가요시(藤原長良)의 삼남이다.
셋쇼(摂政)였던 후지와라노 요시후사(藤原良房)의 양자였으며, 요시후사 사후에 세이와 천황(清和天皇), 요제이 천황(陽成天皇), 고코 천황(光孝天皇), 우다 천황(宇多天皇) 4대에 걸쳐 일본 조정의 실권을 장악하였다. 요제이 천황을 포학하다고 하여 폐위하였고 고코우 천황을 세웠다. 우다 천황 시기에는 아코사건(阿衡事件) 혹은 아형의 분의(阿衡の紛議)를 일으켜서 그 권세를 세상에 알리려 했다. 천황으로부터 대정(大政)을 위임받아 일본사상 최초의 간파쿠(関白)로 취임했다.

## 생애
주나곤 후지와라노 나가요시의 삼남으로 태어났으나 당시 권력자로서 사내아이가 없었던 숙부 후지와라노 요시후사의 눈에 띄어 그의 양자가 되었다.
닌주(仁寿) 원년(852) 동궁(東宮)에서 원복(元服, 머리에 관(에보시)를 씌워주는 성년식)을 하였을 때에, 몬투쿠 천황(文徳天皇)이 직접 가관(加冠)하였을 정도로 후한 대접을 받았으며, 정6위상(正六位上)에 서록되었다. 사이코(斉衡) 연간(854- 857)부터 덴난(天安) 연간(857-859)에 사효에(左兵衛尉), 쇼나곤(少納言), 사고노에쇼쇼(左近衛少将)를 거쳐 구로도노토(蔵人頭)에 보임되었다. 조간(貞観) 연간(859-877)에 사고노에추쇼(左近衛中将)를 겸임하여 산기(参議)에 임명되어 쿠교 반열에 올랐다.

### 오텐몬의 변
조간8년(866), 오텐몬(応天門)이 불탔을 때에 다이나곤(大納言) 도모노 요시오(伴善男)가 사다이진(左大臣) 미나모토노 마코토(源信)를 무고하였고, 우다이진(右大臣) 후지와라노 요시미(藤原良相)가 사고노에추쇼(左近衛中将)였던 모토쓰네에게 체포를 명하였음에도, 모토쓰네는 이를 괴이하게 여겨 양부 요시후사에게 알렸고, 요시후사의 노력으로 마코토는 무죄가 되었다. 이후 밀고가 있었고 도모노 요시오가 진범으로 잡혀 유배죄에 처해졌다. 또한, 이에 연좌된 오오토모씨(大伴氏)와 기씨(紀氏)가 대량으로 처벌되었으니, 이들 상고로부터 명문가에 큰 타격을 주었다. 이를 오텐몬의 변(応天門の変)이라 한다. 같은 해, 종3위(従三位)에 서록되었으며 주나곤을 배수받았다.

### 실권 획득
이후 사고노에추쇼를 겸하고 더욱이 사고노에다이쇼(左近衛大将)에 진승되어, 무쓰데와안찰사(陸奥出羽按察使)를 겸하였다. 조간12년(870) 다이나곤으로 전직되었다. 조간14년(872) 우다이진에 배수되었다. 같은해, 셋쇼였던 양부 요시후사가 사망하자, 대신 조정에 실권을 장악했다. 모토쓰네의 친여동생 후지와라노 다카코(藤原高子)는 세이와 천황(清和天皇)의 뇨고(女御)로서 제1황자의 조메이 친왕(貞明親王)을 낳았다. 다음해 종2위(従二位)에 서록되었다.
조간18년(876) 세이와 천황은 조메이 친왕에 양위하였으니 이가 바로 요제이 천황(陽成天皇)이다. 아직 9세였던 어린 천황이었기에, 요시후사의 선례에 따라 새로운 천황의 외삼촌인 모토쓰네는 셋쇼에 임명되었다. 간교(元慶) 2년(878), 데와국(出羽国)에서 에미시(蝦夷)의 후슈(俘囚, 무쓰와 데와 에미시 중 일본 조정의 지배를 받은 이들)이 반란을 일으켰기에, 능력있는 관리로 알려진 후지와라노 야스노리(藤原保則), 무인 오노노 하루카제(小野春風) 등을 기용, 다음해까지 이를 진무하게 하였다. 이를 간교의 난(元慶の乱)이라 한다. 또한 간교3년(879) 이후 몇 년에 걸쳐 약 50년만에 반전수수법(班田収授法)을 실시하였다.
간교3년, 스가와라노 고레요시(菅原是善) 등과 편찬한 일본몬토쿠천황실록(日本文徳天皇実録) 전10권을 완성하게 하였다.
간교4년(880), 다조다이진(太政大臣)에 임명되었다.(같은해, 셋쇼를 고쳐 간파쿠가 되자, 『공경보임(公卿補任)』 등에 있으나 정사(正史) 『일본삼대실록(日本三代実録)』에는 없으며, 에도시대(江戸時代)에 편찬된 『대일본사(大日本史)』 등에서는 이 때의 간파쿠 선하(宣下)를 취하지 않았다. 오늘날 역사학자에서도 간파쿠의 호칭이 성립하지 않았던 시기에 소급하게 하여 간파쿠 임명으로 하는 것에 의문이 제기되고 있다. 다음해에는 종1위(従一位)가 되었다.

### 요제이천황과의 관계
간교6년(882) 요제이 천황이 원복을 하였지만 이즈음 부터 관계가 험악해졌다. 모토쓰네는 사직을 청하였지만 재가되지 않았다. 이는 이 시기 기록에 자주 보이는 의례적인 사퇴가 아니라 정치적인 의미가 있다고 본다. 이후 모토쓰네는 사직이 인정되지 않다고 보았고 조정에 출사를 중지하고 자택 호리카와인(堀河院)에 틀어박혀 살아야 했다. 그러나 세이와 천황(清和天皇)의 양위의 조(詔)에 '어린 임금이 아직 만기를 친정하지 않을 때(少主ノ未親万機之間)' 즉 셋쇼(摂政)에 임명된다고 쓰여 있는 이상 원복을 계기로 친정(親政, 천황이 직접 통치) 준비를 진행한 후에 사표를 제출하였고, 이후 자택에 돌아가 천황의 판단을 기다리는 것을 당연한 행위이며 또한 의례적인 사퇴 범위로 하여 세 번째 사표 제출 중에 천황의 퇴위 소동이 일어난 것으로, 이를 가지고 모토쓰네와 천황과의 관계 판단을 할 수 없다는 반론도 있다.
모토쓰네는 여동생 황태후 후지와라노 다카코(藤原高子)와 사이가 매우 안 좋았다. 아리하라 후미코(在原文子, 세이와의 후궁 갱의(更衣))의 중용을 포함하여 다카코가 모토쓰네를 경시하는 모든 행동이, 이후에 모토쓰네가 외척관계를 포기해서라도 다카코와 아들 요제이 천황을 배제시키는 것에 이르렀다는 견해도 있다. 그러나 아리하라 후미코를 갱의로 삼고 그 사이에 황자녀를 둔 것은 세이와 자신이었다. 다카코사 세이와천황과의 사이에 조메이 친왕(요제이 천황), 조호 친왕(貞保親王), 아쓰코내친왕(敦子内親王)을 두는 것에도 관계 없이 세이와는 씨성(氏姓)을 불문하고 다수의 여성을 입내(入内)시켜서 많은 황자를 두었다. 이로부터 모토쓰네도 엄마의 출신이 높지 않은 딸 후지와라노 노리코(藤原頼子)를 입내시켰고, 더욱이 같은 출신이 낮은 후지와라노 가즈코(藤原佳珠子)를 입내시켜 외손의 탄생을 바라고 있었기에, 다카코의 반발을 불렀다고 볼 수도 있다. 또한 당시는 셋칸정치 성립기이며 모후인 다카코와 섭정인 모토쓰네의 역학 관계는 불안정하였다. 모토쓰네를 섭정에 맡긴 세이와 상황이 건재한 시기에는 모토쓰네와 다카코 및 천황이 사이가 좋지 못하다는 것을 저놔는 말은 없이 상황이 붕어하여 모후 다카코가 천황을 뒤를 봐줘 독자적인 행동을 취하기 시잣한 즈음부터 급속히 관계가 악화되었으며, 다카코의 권력 행사가 모코쓰네의 정치권력을 위협했다는 견해도 있다.
간교7년(883) 11월, 궁중에서 천황의 유모(기노 젠코
紀全子)의 아들 마나모토노 마사루(源益)가 살해당하는 사건이 발생했다. 살인인지 과실인지는 불명이며 범인도 모른다. 그러나 궁중에서 요제이 천황이 맞아 죽었다는 소문이 퍼졌다. 사건 직후 말을 좋아하는 요제이 천황이 마구를 금중에 만들고 지위가 낮은 이를 통해 말을 먹였다는 것이 밝혀졌다. 모토쓰네는 궁중에 들어갔고 천황의 측근과 말을 놓아주었디. 이후 기록에는 요제이 천황은 폭군으로 그려져, 천황이 개구리나 뱀을 잡거나 개와 원숭이를 싸우게 하면서 놀기도 하고 사람을 나무에 오르게 하여 추락사시켰다고 전한다.
간교8년(884) 모토쓰네는 천황의 폐위를 생각하고 닌묘 천황(仁明天皇) 때 폐태자된 간조 친왕(恒貞親王)에게 타진되었지만 이미 출가한 친왕으로부터 거부당했다. 닌메이 천황의 삼황자 토키야스 친왕(時康親王)이 겸손하고 관대한 성격이기에 새로운 천황으로 결정했다. 토키야스친왕의 모친 후지와라노 후사쓰구(藤原総継)의 딸 후지와라노 사와코(藤原沢子)이며, 모토쓰네의 모친 오토하루(乙春)와 자매이다. 모토쓰네는 토키야스와 사촌인 것이다. 쿠교를 모아 천황 폐위와 토키야스 추대를 논한 바, 사다이진 미나모토노 토오루(源融, 사가 천황嵯峨天皇의 12황자)는 스스로 자격이 있다고 말하였다. 모토쓰네는 카바네(姓)를 하사받았던 자가 제위에 오른 예는 없다고 거절하였고, 이어서 참의(参議) 후지와라노 모로쿠즈(藤原諸葛)가 모토쓰네를 따르지 않는 자는 베겠다고 소리치기에 이르자 정의를 결정했다. 쿠교회의 결정을 가지고 요제이 천황에게 퇴위를 협박했다. 고립된 소년 천황은 저항도 하지 못했다.

### "실질적인 관백 취임"
모토쓰네는 토키야스 친왕을 즉위시켜 고코 천황(光孝天皇)이 되었다. 고코우 천황은 옹립에 보답으로 다조다이진 모토쓰네에게 대정을 위임하는 조서를 발하였다. 이를 "실질적인 관백 취임"으로 보기도 한다. 천황은 이미 55세였으나 후계자 결정도 모토쓰네에게 맡기려 했고 아예 정하지 않았다. 천황으로서 모토쓰네의 여동생인 후지와라노 다카코의 아들로 요제이 천황의 남동생 조호 친왕(貞保親王)에게 천황 자리를 물려주려 한다고 모토쓰네는 희망할 것이라고 생각한 듯하지만, 즉위하여 6월에 자신의 황자 황녀 26명을 전원 신적강하(臣籍降下)시켜 겐지(源氏)로 하는 것으로, 자신의 계통에는 황위를 잇고 싶지 않는 것을 모토쓰네에게 호소했다.
닌나(仁和) 3년(887) 고코우 천황은 중태에 빠졌다. 모토쓰네는 변함없이 여동생 다카코와 사이가 나빴고 다카코의 아들이자 자신의 조카 조호 친왕을 피하였다. 또한 모토쓰네는 조카가 아니라 천황의 7황자 미나모토노 사다미(源定省)를 황위계승자로 추천하였다. 사다미는 천황의 의중에 있었기에 천황은 모토쓰네의 손을 잡고 기뻐했다. 무엇보다도 사다미는 고코우 천황 즉위 이전부터 쇼지(尚侍)였던 모토쓰네의 여동생 후지와라노 요시코(藤原淑子)에 양육되었으며, 후지와라씨와 관계가 없지는 않았다. 신적강하된 자가 즉위한 선례가 없었기 때문에, 임종 자리에 있었던 천황은 사다미를 먼저 친왕에 복위시켰고, 더욱이 동궁이 된 날 붕어했다. 사다미는 곧 우다 천황으로 즉위했다.

### 아코사건
우다 천황은 선황의 예에 따라 대정을 모토쓰네에게 맡기는 것으로 하여, 사다이벤(左大弁) 다치바나노 히로미(橘広相)에게 기초하게 한 '만기는 모두 다조다이진에게 '간파쿠'하고, 거기에 주를 내릴 것(万機はすべて太政大臣に関白し、しかるのにち奏下すべし)'이라는 조를 내렸다. '간파쿠(関白)' 칭호가 처음 등장한 것이다. 모토쓰네는 의례적으로 일단 사의를 요청했지만, 천황은 거듭 히로미에게 조서를 기초하게 하여 '마땅히 '아코(阿衡)'의 임을 맡겨서 경의 임으로 할 것(宜しく阿衡の任を以て、卿の任となすべし)'이라는 조를 내렸다. '아코(阿衡)' 즉 한국어 '아형'은 중국 고사에 의한 것이지만 이를 문장박사(文章博士) 후지와라노 사세(藤原佐世)가 '아코에게는 자리가 높아도 직장은 없다(阿衡には位貴しも、職掌なし)'라고 모토쓰네에게 고하였기에, 모토쓰네는 될 수 있으면 정무를 포기하게 되었다.
문제는 장기화되어 반년이 되었고 정무가 정체되어 버리면서 우다 천황은 곤란하게 되었고, 진의를 전하여 위로하였지만, 모토쓰네는 납득하지 않았다. 아형 직장에 관하여 학자에게 검토하게 하였고 히로미는 모토쓰네의 괜한 트집이라고 항변하였지만, 학자들은 모토쓰네의 비위를 맞출 뿐이었다. 결국 히로미를 파면하고 천황이 직접 실수를 인정하는 조를 내리는 것으로 끝이 났다. 이를 아코사건(阿衡事件)이라 한다. 이로부터 후지와라씨의 권력이 천황보다 강하다는 것이 다시 한번 세상에 알려졌다. 이를 이른바 '정식 간파쿠 취임'이라고도 한다. 모토쓰네는 여전히 히로미를 유배죄로 할 것을 요청했지만, 스가하라노 미치자네(菅原道真)가 서신을 보내어 만류하였다. 이 사건은 천황에게 있어 굴욕적인 것이었기에 모토쓰네 사후에 스가하라노 미치자네를 중용하였다.
우다 천황과 모토쓰네와의 관계는 일단 수복되었고, 정무를 보기 시작했다. 닌나 4년(888), 딸 후지와라노 요시코(藤原温子)가 뇨고(女御)에 올랐다.
간표(寛平) 3년(891), 모토쓰네는 병상에 있다 향년 56세로 사망했다. 정1위(正一位)가 증여되었고 '소선(昭宣)'이라는 시호가 내려졌다. 또한 간파쿠 지위는 모토쓰네가 죽고 나서도 존치되었다.

## 관력
(일자는 음력)
- 닌주(仁寿) 2년(852) 1월, 쿠로우도(蔵人)에 보임(補任), 이즈음 후지와라노 요시후사의 양자가 된 걸로 보임
- 닌주 4년(854)
  - 1월 사헤쇼이(左兵衛少尉)로 천임(遷任)
  - 10월 11일, 종5위하(従五位下)에 서록, 시종(侍従)에 임관(시종은 11월 2일 임관했다고도 함)
- 사이코(斉衡) 2년(855)
  - 1월 15일 사헤사(左兵衛佐) 겸임
  - 4월 20일 쿠로우도(蔵人) 보임
- 덴난(天安) 원년(857) 3월 쇼나곤 겸임
- 덴난 2년(858)
  - 1월 15일, 사헤사(左兵衛佐) 겸임. 쿠로우도•쇼나곤•지슈조겐(蔵人・少納言・侍従如元)
  - 9월 14일, 사고노에쇼쇼(左近衛少将)로 전임. 쇼나곤조겐(少納言如元)
  - 10월, 쿠로우도노카미(蔵人頭) 보임
  - 11월 25일, 하리마노스케(播磨介) 겸임
- 조간(貞観) 2년(860) 11월 16일, 정5위하(正五位下)에 승진 서록, 구로우도노카미・사고노에쇼교죠겐(左近衛少将如元)
- 조간 3년(861) 1월 8일, 종4위하(従四位下)에 승진 서록, 구로우도노카미・사고노에쇼교죠겐(左近衛少将如元)
- 조간 5년(863) 2월 10일, 사고노에추쇼(左近衛中将)로 전임, 구로우도노카미죠겐(蔵人頭如元)
- 조간 6년(864) 1월 16일, 산기(参議)로 보임, 사고노에추쇼조겐(左近衛中将如元)
- 조간 7년(865)
  - 1월 27일, 아와곤노모리(阿波権守) 겸임
  - 3월 28일, 이요노모리(伊予守) 겸임, 아와곤노모리(阿波権守) 사임
- 조간 8년(866)
  - 1월 7일, 종4위상(従四位上)으로 승진 서록, 산기•사고노에추쇼•이요노모리조겐(参議・左近衛中将・伊予守如元)
  - 3월 23일, 정4위하(正四位下)로 승진 서록, 산기•사고노에추쇼•이요노모리조겐(参議・左近衛中将・伊予守如元)
  - 12월 8일, 중납언(中納言)으로 전임, 종3위(従三位)로 승진 서록
- 조간 9년(867) 1월 14일, 사고노에추쇼(左近衛中将) 겸임
- 조간 10년(868) 5월 26일, 사고노에추쇼 사임, 사고노에다이쇼(左近衛大将) 겸임
- 조간 11년(869) 1월 13일, 무츠데와안찰사(陸奥出羽按察使) 겸임
- 조간 12년(870)
  - 1월 13일, 대납언(大納言)으로 전임
  - 1월 28일, 사고노에다이쇼조겐(左近衛大将如元)
  - 2월, 무츠데와안찰사조겐(陸奥出羽按察使如元)
- 조간 14년(872)
  - 8월 25일, 정3위(正三位) 서록, 우다이진(右大臣)으로 전임
  - 8월 29일, 사고노에다이쇼조겐(左近衛大将如元)
  - 11월 29일, 셋쇼(摂政) 선하(宣下). 우다이진•사고노에다이쇼조겐(右大臣・左近衛大将如元)
- 조간 15년(873) 1월 7일, 종2위(従二位)에 승진 서록, 셋쇼•우다이진•사고노에다이쇼조겐(摂政・右大臣・左近衛大将如元)
- 조간 19년(877) 2월, 사고노에다이쇼 사임
- 간교(元慶) 2년(878) 7월 17일, 정2위(正二位)에 승진 서록
- 간교 4년(880)
  - 11월 8일, 관백(関白)으로 보임. 우다이진도겐(右大臣如元)
  - 12월 4일, 태정대신(太政大臣) 선하. 간파쿠조겐(関白如元)
- 간교 5년(881) 1월 15일, 종1위(従一位) 승진 서록, 간파쿠•다조다이진조겐(関白・太政大臣如元)
- 닌나(仁和) 3년(887)
  - 11월 21일, 관백(関白) 선하(정식 조서 내림)
  - 11월 26일, 관백 사직, 아코(阿衡) 보임
- 닌나 4년(888) 6월 2일, 아코 중지, 관백 복귀
- 간표(寛平) 2년(890)
  - 2월 19일, 준3궁(准三宮) 선하
  - 12월 14일, 관백 사직
- 간표 3년(891) 1월 13일, 56세로 사망. 정1위 추증. 시호는 소선공(昭宣公). 에치젠국(越前国)에 봉해짐

## 가족
- 친부：후지와라노 나가요시(藤原長良)
- 친모：후지와라노 오토하루(藤原乙春, 후지와라노 후사쓰구(藤原総継)의 딸)
- 의부：후지와라노 요시후사(藤原良房)
- 아내：히토야스 친왕(人康親王)의 딸
  - 장남：후지와라노 토키히라(藤原時平, 871-909)
  - 차남：후지와라노 나카히라(藤原仲平, 875-945)
  - 사남：후지와라노 타다히라(藤原忠平, 880-949)
  - 오남：후지와라노 요시히라(藤原良平)
  - 딸：후지와라노 시즈코(藤原穏子, 885-954) : 다이고 천황(醍醐天皇)의 중궁(中宮), 스자쿠 천황(朱雀天皇)과 무라카미 천황(村上天皇)의 생모
- 아내 : 소시 여왕(操子女王, 시키부교(式部卿) 타다요시 친왕(忠良親王)의 딸)
  - 삼남 : 후지와라노 가네히라(藤原兼平, 875-935)
  - 딸：후지와라노 요시코(藤原温子, 872-907) : 우다 천황(宇多天皇)의 중궁(中宮)
- 아내：불명
  - 딸：후지와라노 요리코(藤原頼子, ?-936) : 세이와 천황(清和天皇)의 뇨고(女御)
  - 딸：후지와라노 가즈코(藤原佳珠子, 856-?) : 세이와 천황의 뇨고
  - 딸：후지와라노 가미코(藤原佳美子, ?-898) : 고코 천황(光孝天皇)의 뇨고
  - 딸：조겐 친왕(貞元親王)의 비(妃), 미나모토노 가네타다(源兼忠)의 모친
  - 딸：미나모토노 요시아리(源能有)의 아내

## 후세
모토쓰네를 중시조로 하는 후지와라 홋케(藤原北家) 및 후지와라 홋케와 가까운 관계에 있었던 무라카미 미나모토씨(村上源氏)가 조정의 주류를 계속 점한 적도 있었으며, 근대 이전에는 폭군 요제이천황을 폐한 '공신'으로서 창읍왕(昌邑王) 유하(劉賀)를 폐한 전한(前漢)의 곽광(霍光)에 빗대었다는 설이 유학자를 중심으로 제기되었다. 무라카미 미나모토씨의 기타바타케 치카후사(北畠親房)는 『신황정통기(神皇正統記)』에 있어 폐위를 칭찬하였으며, 그 '적선의 여경(積善の余慶)'에 의하여 모토쓰네의 자손이 셋칸위를 독점한 것도 기술하고 있다.
아쿠타가와 류노스케(芥川龍之介)의 단편 소설 『지옥변(地獄変)』의 모두에 등장하는 '호리카와의 오오도노사마(堀川の大殿様)'는 모토쓰네로 추정된다.

## 등장작품
- 映画
  - 美女と怪龍（1955年 演：嵐徳三郎）
  - 地獄変（1969年 演：中村錦之助）

- テレビドラマ
  - 舞踊ホール 地獄変（1962年 演：柳永二郎）

- テレビアニメ
  - まんが日本史（1983年 演：野島昭生）
  - 超訳百人一首 うた恋い。（2012年 演：栗原功平）

- ラジオドラマ
  - お茶の間劇場 地獄変（1959年 演：三島雅夫）

- 漫画
  - 超訳・伊勢物語 月やあらぬ（2012～2013年）
  - 応天の門（2014年）

틀:藤原氏長者
틀:日本の摂政
틀:歴代関白
틀:歴代太政大臣

## 같이 보기
- 일본문덕천황실록